# 사토미 핫켄덴
사토미 핫켄덴(Legend Of The Eight Samurai, 里見八犬傳)은 일본에서 제작된 후카사쿠 킨지 감독의 1983년 모험, 판타지, 액션, 드라마 영화이다. 야쿠시마루 히로코 등이 주연으로 출연하였고 스가와라 히로시 등이 제작에 참여하였다.

## 출연

### 주연
- 야쿠시마루 히로코
- 사나다 히로유키

### 조연
- 치바 신이치
- 시호미 에츠코
- 메구로 유우키
- 나츠키 마리
- 오카다 나나
- 쿄모토 마사키
- 오바 켄지
- 하기와라 나가레

## 제작진
- 미술: 이마무라 츠토무